# پارولیزه
پارولیزه (به ایتالیایی: Parolise) یک کومونه در ایتالیا است که در استان آولینو واقع شده‌است. پارولیزه ۳ کیلومتر مربع مساحت و ۶۵۳ نفر جمعیت دارد.